# Stabieńszczyzna
Stabieńszczyzna [pronunciación en polaco: /stabjɛɲʂˈt͡ʂɨzna/], es un pueblo ubicado en el distrito administrativo de Gmina Krasnopol, dentro del condado de Sejny, Voivodato de Podlaquia, en el noreste de Polonia. Se encuentra a unos 6 kilómetros al este de Krasnopol, a 6 kilómetros al oeste de Sejny, y a 114 kilómetros al norte de la capital regional Białystok.